# Sybilla
María Sybilla Sorondo Myelzwynska o Mielżyński (Nueva York, 1963), conocida artísticamente como Sybilla, es una diseñadora de moda estadounidense nacionalizada y con residencia en España.

## Biografía
Nació en Nueva York en 1963. Su padre era un diplomático argentino y su madre, polaca, fue creadora de moda bajo el nombre condesa Sybilla de Saks Fifth Avenue.
Se trasladó a Madrid con su padre y desde joven empezó a hacer trajes con la ayuda de una modista que trabajaba en su casa, basándose en lo que veía en las tiendas. A los 17 años viaja a París, donde aprendió en el taller de costura con Yves Saint Laurent. En 1983, presentó en el pabellón Jacobo Siruela de Madrid su primera colección compuesta por 40 vestidos hechos a medida para un círculo de clientes y de amigos, donde mostraba su estilo personal con piezas envolventes inspiradas en la naturaleza y con tejidos casi siempre tomados del rastro madrileño o de almacenes de viejas tiendas. 
Tras este evento algunos clientes le encargaron prendas a medida, pero a pesar de su éxito Sybilla afirmó en 1984 que no quería vender a tiendas, sino hacer piezas únicas.

### Trayectoria
En 1985 presentó su primera colección de prêt-à-porter en el Salón Gaudí de Barcelona.
Firmó con el productor Alberto Guardione un contrato de licencia, comenzando así la producción industrial de las colecciones de ropa y su distribución a nivel nacional, que supuso el nacimiento de la marca Sybilla. Las creaciones que producía Guardione se presentaron en ferias fuera de los circuitos feriales de Milán y de París. Sybilla recibe pedidos de grandes almacenes internacionales como Biffi, Bergdorf Goodman y Victoire.
Sybilla conoció a los fotógrafos Javier Vallhonrat y Juan Gatti. El trío produjo en los años siguientes sus imágenes publicitarias y se convertirán en el equipo visual de la diseñadora.
En 1987 abrió una tienda en la calle de Jorge Juan en Madrid y José María Juncabella, presidente de Industrias Burés, ofreció a Sybilla la posibilidad de lanzar una línea de ropa de cama, que complemente sus colecciones y cuya tienda fue decorada con su estilo propio como una casa particular.
En febrero de 1988, con 25 años, recibió la Aguja de Oro de Dafnis y el premio Balenciaga, creado por el Centro de Promoción del Diseño de Moda del Ministerio de Industria para fomentar la expansión y el prestigio de la moda española en el mundo.
El incipiente éxito de Sybilla en la prensa internacional despertó el interés del matrimonio Zuccoli, propietario de la fábrica de confección Gibo y productor del prêt-à-porter de la estrella del momento, Jean-Paul Gaultier. Los Zuccoli le propusieron una nueva licencia y desfilar en Milán en 1988, convirtiéndose en eventos multitudinarios. Su nombre apareció en artículos de Vogue Francia, The Face, The New Yorker, Vogue Italia, Vanity Fair, Glamour, Lei, I-D.
Sybilla estuvo presente en Japón desde 1989 junto a la empresa textil Itokin, el gigante japonés de la confección. En primavera, presentó en Tokio la colección de invierno Aeropuerto, un desfile que plantea como una parodia de su propio estilo de vida: viajes constantes, sesiones de fotos y escasos descansos.
Este mismo año se produjo el lanzamiento de un perfume y una línea de cosméticos titulados Reciente, para Shiseido, comercializados únicamente en Japón.
Sin embargo concebir y realizar un desfile cada seis meses y con este último lanzamiento se empiezan a evidenciar los primeros síntomas de agotamiento y Sybilla empieza a plantearse abandonar los desfiles como forma obligatoria de presentar colecciones.
En 1990 hace desfiles en Milán, Madrid y Tokio con la colección de invierno Buenas y malas. Estas creaciones representan un cambio significativo en su carrera. Animada por la cantidad y calidad de medios que posee la industria italiana su patronaje se hace más complejo y empieza a utilizar materiales cada vez más exquisitos. 
En 1991 abrió una tienda en París con un desfile que fue el último, una performance teatral. 
Se inauguró en el Palais Galliera de París la exposición Le monde selon ses créateurs, Sybilla participó junto a Vivienne Westwood, Gaultier, Romeo Gigli, Martin Margiela y Jean Charles de Castellbajac.
En 1992, Sybilla abrió una boutique en París en la calle Jean-Jacques Rousseau.
En 1993, firmó la primera colección de Jocomomola para Japón, que nace con un gran estilo optimista que no se percibe solo en la ropa o los complementos sino también en la decoración de las tiendas. Sybilla se emplea a fondo en darle una personalidad potente y su fin es alejarse al máximo de la marca madre. En 1994, Sybilla consiguió que su ropa se venda por sí misma en Japón.
En 1996, Louis Vuitton le encargó a Sybilla, entre otros diseñadores, el diseño de un bolso utilizando su clásico monograma para celebrar el centenario de la marca. Sybilla construyó una mochila con paraguas incorporado que titula Shopping in the rain. En 1996 diseñó también el traje España.
En 1997 creó una línea de trajes de fiesta: Sybilla noche. En 1988 firmó licencias en España bajo el nombre de Sybilla casa. 
En 2000 se presentó Sybilla noche en París de forma privada, con éxito.
En 2005 se separó de su firma y fue entonces cuando se vendió gran parte de la empresa y cedió la gestión. En esos años se refugió en Mallorca, donde creó un centro de estudios dedicado a la sostenibilidad y la transformación social. Continuó diseñando para Japón, visitó a las bailarinas Sara Baras y Tamara Rojo y desarrolló Fabrics for Freedom, para sensibilizar a la industria textil sobre el consumo de tejidos responsables.

## Estilo
Según sus manifestaciones, Sybilla no quiere ser una «gran diseñadora», ni una fashion star, ni mucho menos un personaje público. Quiere simplemente hacer ropa y se define mejor con el contraste haciendo convivir aspectos que de primeras podrían parecer irreconciliables: como la funcionalidad y la seducción, la sorpresa y la discreción, la sensualidad y el humor.
En toda la obra de Sybilla se intuye a una persona idealista que se propone mejorar el mundo que le rodea para hacerlo más sugerente, más sensible y menos anodino, una artista en el sentido amplio del término y su trabajo abarca todo tipo de prendas u objetos, desde un paraguas hasta una vela, pasando por abrigos, zapatos o bolsos.[cita requerida]
La primera colección constituyó un desafío al estilo power woman imperante en la década de los 80, presentando en sus inicios, colecciones muy aclamadas por un creciente número de adeptos con recursos como nido de abeja gigante, trampantojos, superposiciones, prendas moldeables con alambres internos, bordados, cuentas, y accesorios excéntricos.

### Vestido España
Sybilla creó un vestido en crespón de seda negro, que perfila y realza el cuerpo de la mujer. De escote redondo en el pecho y en la espalda, no tiene mangas sino tirantes. Presenta una caída reforzada por un forro de la misma tela que el traje. Es largo hasta el suelo y termina en una pequeña cola en la parte trasera.
La línea del vestido,  acorde con el minimalismo que impera a mediados de los 90, es sobria y depurada. La originalidad de su diseño está focalizada en su parte delantera, más concretamente en el torso, confeccionado a base de formas recortadas y redondeadas, unidas con hilos de nailon invisibles, formando una especie de mosaico sin aristas, eliminando todo lo superfluo incluso las costuras.
El dibujo que forma el collage, plasma en estas formas los estereotipos que caracterizan la cultura española, como son el sexo, el toro, el sol y la cruz latina que simboliza la importancia de la religión. 
Sybilla no sólo retoma la idea del LBD, litle black dress, muy asumido en el mundo de la moda gracias a Chanel, sino que también conecta con la más pura tradición del color negro en la indumentaria española.

### Mobiliario
La trayectoria artística de Sybilla no estuvo limitada únicamente al ámbito de la moda, sino que se extendió a otras disciplinas como el mobiliario o la cerámica. 
Entre sus obras decorativas cabe destacar las velas realizadas en colaboración con la empresa catalana “Cerabella”, dedicada al sector de la cerería desde 1862. Dichas velas se caracterizan por sus formas sinuosas y ondulantes proporcionándole así un toque cálido y sofisticado al ambiente. 

## Premios y exposiciones
En 1988, con 25 años recibió la Aguja de Oro de Dafnis y el Premio Balenciaga, creado por el Centro de Promoción del Diseño de Moda del Ministerio de Industria.
En 2003 celebró sus 20 años en la profesión con una exposición retrospectiva en Barcelona. En marzo de 2014 se le concedió la Medalla de Oro al Mérito en las Bellas Artes, momento en que recuperó el control de la empresa y de las marcas. 
Abrió su archivo a Olivier Saillard, comisario de las exposiciones Histoire idéale de la mode contemporaine Vol I y Vol. II en el Museo de las Artes Decorativas de París, en 2010 y 2011 respectivamente. Allí compartió espacio con Jean-Paul Gaultier, Alaïa o Lacroix.
Exhibición Modes Gitanes con un vestido inspirado en la famosa cajetilla de cigarrillos.
En 2015 recibió el Premio Nacional de Diseño de Moda, siendo la segunda mujer en recibirlo.
En 2022 se le dedica en Madrid la primera gran retrospectiva de su obra, en la sala Canal de Isabel II.